# Mužliansky potok
Mužlianský potok je přírodní památka v katastrálním území obce Mužla v okrese Nové Zámky v Nitranském kraji na Slovensku. Území bylo vyhlášeno v roce 1990 a jeho rozloha je 30,95 hektaru. Předmětem ochrany je potok s přilehlými mokřady.